# Encefalopatia Hashimoto
Encefalopatia Hashimoto – rzadka choroba neurologiczna współwystępująca z autoimmunologicznym zapaleniem tarczycy (Hashimoto). Encefalopatia Hashimoto ujawnia się zwykle w 5. i 6. dekadzie życia, cztery razy częściej u kobiet. Patogeneza encefalopatii Hashimoto nie jest wyjaśniona, ale podłoże autoimmunologiczne jest wysoce prawdopodobne. Najpopularniejsza teoria głosi, że encefalopatia Hashimoto jest postacią autoimmunologicznego zapalenia małych naczyń mózgowych. Leczeniem z wyboru jest sterydoterapia, zazwyczaj prowadząca do częściowej lub pełnej remisji. Jednostkę chorobową opisali Brain i wsp. w 1966 roku.